# Palle Holgersen
Palle Mogens Holgersen (20. oktober 1934 i Ringsted – 3. november 1990) var en dansk sportsjournalist og musiker, der i sit virke som journalist dækkede mange store internationale samt nationale sportsbegivenheder.